# Ізабел (Канзас)
Ізабел (англ. Isabel) — місто (англ. city) в США, в окрузі Барбер штату Канзас. Населення — 68 осіб (2020).

## Географія
Ізабел розташований за координатами 37°28′2″ пн. ш. 98°33′5″ зх. д. / 37.46722° пн. ш. 98.55139° зх. д. (37.467128, -98.551500).  За даними Бюро перепису населення США в 2010 році місто мало площу 0,65 км², уся площа — суходіл.

## Демографія
Згідно з переписом 2010 року, у місті мешкало 90 осіб у 40 домогосподарствах у складі 23 родин. Густота населення становила 138 осіб/км².  Було 47 помешкань (72/км²).
Расовий склад населення:
| - 96,7 % — білих - 2,2 % — осіб інших рас |

До двох чи більше рас належало 1,1 %. Частка іспаномовних становила 4,4 % від усіх жителів.
За віковим діапазоном населення розподілялося таким чином: 21,1 % — особи молодші 18 років, 61,1 % — особи у віці 18—64 років, 17,8 % — особи у віці 65 років та старші. Медіана віку мешканця становила 37,5 року. На 100 осіб жіночої статі у місті припадало 73,1 чоловіків;  на 100 жінок у віці від 18 років та старших — 86,8 чоловіків також старших 18 років.
Середній дохід на одне домашнє господарство  становив 55 046 доларів США (медіана — 55 179), а середній дохід на одну сім'ю — 56 048 доларів (медіана — 55 893). 
Цивільне працевлаштоване населення становило 51 осіб. Основні галузі зайнятості: транспорт — 17,6 %, оптова торгівля — 15,7 %, мистецтво, розваги та відпочинок — 15,7 %.